# Kevin McDonald (calciatore 1988)
Kevin David McDonald (Carnoustie, 4 novembre 1988) è un calciatore scozzese, centrocampista dell'Exeter City.

## Carriera

### Club
Nel giugno del 2006 McDonald rinuncia a £75.000 per il trasferimento al Celtic, e rimane al Dundee. Nel maggio 2008 Alex Rae, manager di McDonald afferma che McDonald avrebbe lasciato la sua squadra per un'offerta accettabile, infatti il Burnley acquista il giocatore scozzese, che firma un triennale per £500.000.Dopo due anni allo Sheffield United, nell'estate 2013 passa al Wolverhampton Wanderers.

### Nazionale
Dopo aver giocato nelle nazionali giovanili scozzesi Under-19 ed Under-21, nel 2018 ha esordito in nazionale maggiore.

## Palmarès

### Club

#### Competizioni nazionali
- Football League One: 1

Wolverhampton: 2013-2014